# Злоупотреба
Злоупотреба је чин неправилне употребе или поступања према особи или ствари, често ради неправедне или непрописне користи. Злостављање може бити у многим облицима, као што су: физичко или психичко (вербално) малтретирање, повреда, напад, злостављање, силовање, неправедна пракса, злочини или друге врсте агресивности. Овим описима, може се додати и кантовско схватање погрешног коришћења другог људског бића као средства за постизање циља, а не као саме сврхе. Неки извори описују злостављање као „друштвено конструисано“, што значи да може постојати више или мање признавање патње жртве у различитим временима и друштвима.